# グレート・ウェスタン鉄道2900形蒸気機関車

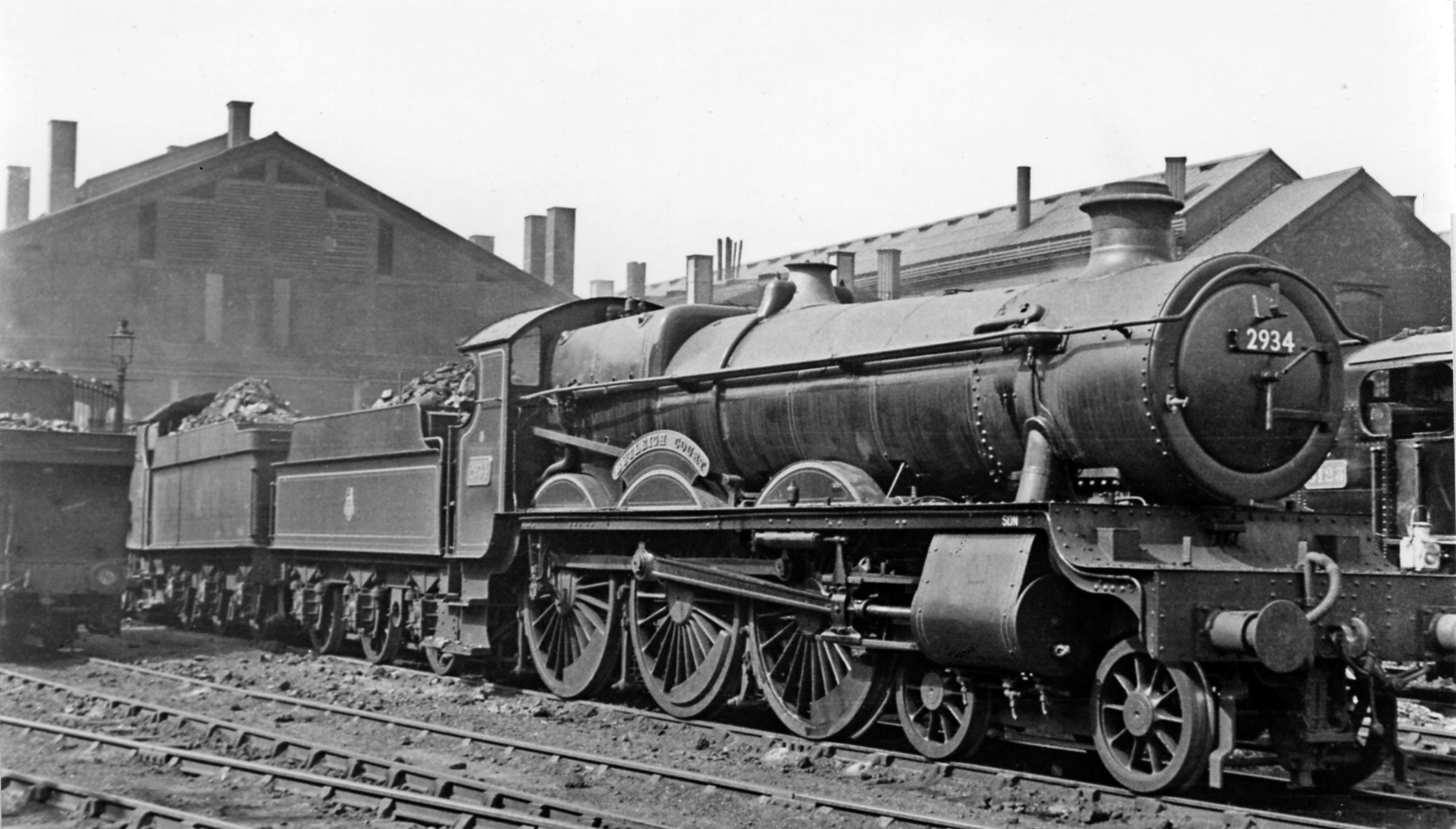
No.2934 'Butleigh Court'
1950年、スウィンドン機関庫にて。

グレート・ウェスタン鉄道2900形蒸気機関車 (2900 Class) はイギリスのグレート・ウェスタン鉄道（GWR）が製造した旅客用テンダー式蒸気機関車の1形式である。各車の固有名から、セイント級あるいはセントクラス (Saint Class) とも呼ばれる。
20世紀初頭、「軌間戦争」を経て全線の標準軌への改軌が完了したばかりのGWRにおいて、第二次世界大戦後の国有化までの約40年間に同社が製造した旅客用蒸気機関車すべての設計の基本を確立しただけでなく、他のイギリス4大私鉄各社でその後設計された旅客用蒸気機関車の設計にも大きな影響を及ぼした、イギリスの蒸気機関車発達史上において特に重要な形式の一つである。

## 製造経緯
ジョージ・チャーチウォード（機関車総監督・CME在任期間：1902年 - 1922年）が1897年から1902年の間にグレート・ウェスタン鉄道の機関車総監督（Locomotive Superintendant）、技師長（Chief Mechanic Engineer : CME）となった。

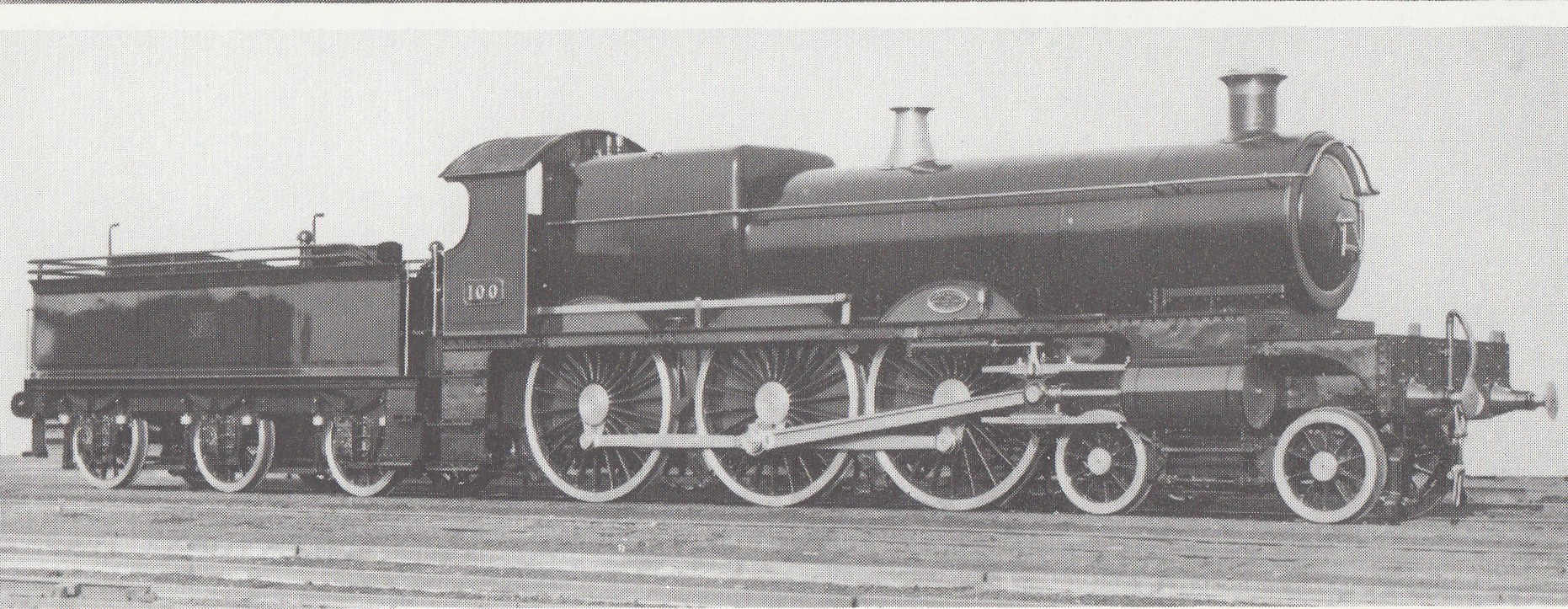
No.100
1902年に製造された2900形最初の試作車。既に後の量産車の基本が確立されている。

チャーチウォードはGWRの蒸気機関車製造と保守を一手に担っていたスウィンドン工場長を長年にわたって務めており、四半世紀に渡ってGWRの機関車総監督を務めた前任のウィリアム・ディーンに次ぐGWR技術者のナンバー2として、機関車総監督就任に先立つ1900年頃から独自の構想に基づく機関車の設計を始めていた。
チャーチワードがGWRのチーフメカニカルエンジニアとして正式に任命された1897年から1902年の間に、ディーンの精神的健康が損なわれたため、彼は実際にはすべての実用的な目的で部門を担当していた。これにより、チャーワードはいくつかの実験作業に着手することができ、その結果、クルーガークラスとセントクラスの機関車が建設された。
クルーガークラスは1899年に導入され、2つのプロトタイプが作成されました。1つの設計は2-6-0機関車で、もう1つは4-6-0エンジンでした。4-6-0は1両しか製造されませんでしたが、1903年までにさらに8両の2-6-0機関車が完成した。
クルーガークラスには多くの問題があり、寿命は非常に短く、3年から6年の間で変動した。クルーガーは失敗したが、チャーチワードは、機関車が過去に得られたよりもはるかに高い効率で導入された場合（長いストローク、長いバルブの移動、小さなピストンクリアランス、より高いボイラー圧力を組み込む）、新しい基本レイアウトを含む多くの教訓を学んだ。
設計を再考する必要があるため、テーパーボイラーが開発され、1902年に別の実験用エンジンが開発されました。

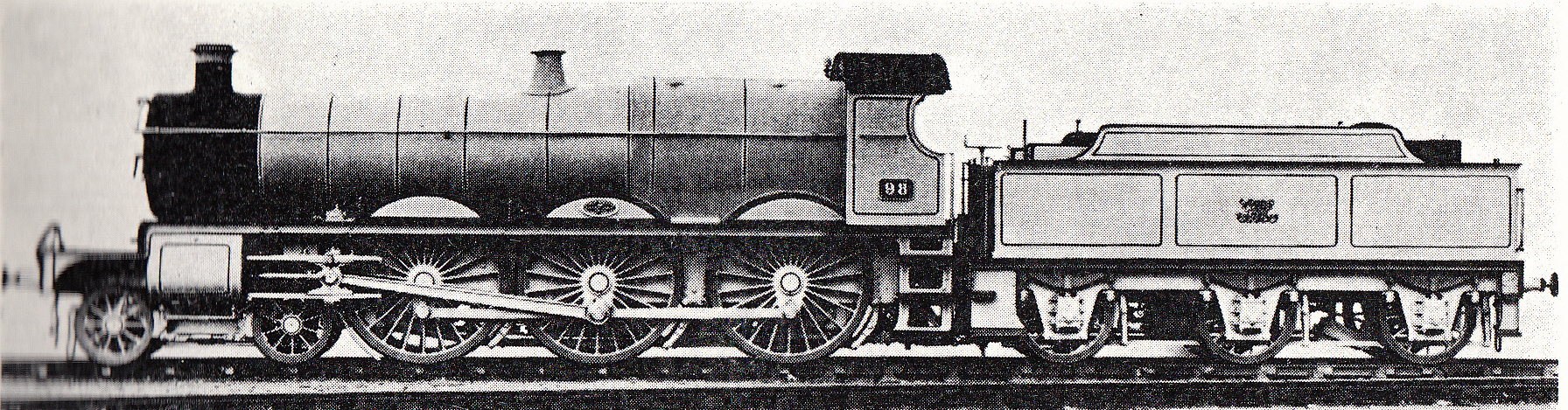
No.98
1903年に製造された2両目の試作車。ボイラー火室部の形状がNo.100とは異なる。

彼の設計は、イギリス国内だけではなく、同時期のアメリカ・フランス・ドイツなどの各国の鉄道会社での最新蒸気機関車設計について広範かつ慎重な比較検討を行った上で、今後のGWRにおける機関車設計の徹底的な標準化・規格化を念頭に置いて計画されたもので、非常に革新的な機構と伝統的な設計の混在するデザインとなっていた。
設計を再考する必要があるため、テーパーボイラーが開発され、1902年に別の実験用機関車が開発に着手。慎重なチャーチウォードはこれを直ちに量産せず、まず1902年から1903年にかけて順にNo.100・98・171と付番された3両の試作機をスウィンドン工場で製造した。4-6-0急行機関車の先駆けとなるNo.100は、1912年にディーン（後のウィリアムディーン）と名付けられ、1912年にNo.2900に変更された。
No.100はランニングプレートと大きなドームレス平行ボイラー、隆起したベルペヤ火室と外側のシリンダーを持ち、外筒を備えた最初のGWR機関車だった。ピストンバルブは、当時は珍しく見えたスティーブンソンバルブギアの拡張リンクによって作動するロッキングレバーによって駆動されていた。並列ボイラーは後にハーフコーンボイラーに置き換えられ、1910年に最初の過熱ハーフコーンボイラーになりました。チャーチワードはアメリカのボイラー設計を研究していたが、効率的なモーション設計における大陸の慣行にも影響を受けました。GLEhn 4-4-2複式エンジンは、GWRの比較試験のために、ソシエテアルザス機械工業協会に注文された。チャーチワードは、自分の機関車との真の比較を行うために機関車を購入したと主張した。
No.98は、ハーフコーンボイラーと再設計されたバルブギアレイアウトとシリンダーで構築された。バルブの寸法が6.5インチから10インチに増加した。1906年に、3番目のプロトタイプに対応するために225psiボイラーで再ボイラーさした。1907年にヴァンガードと名付けられたが、すぐにアーネストキュナードと改名された。1912年にNo.2998に番号が付け直された。
No.171は、1903年12月に4-6-0として製造されたが、すぐにDeGlehn試験のために4-4-2に変換された。1904年にアルビオンという名前が付けられた。ボイラーの圧力は225psiに上昇した。裁判が行われている間に、別の19両の機関車が注文され、13両が4-4-2、6両が4-6-0と同様の設計で製造された。4-6-0の優れた接着力が将来のパターンを設定し、171は1907年7月に4-6-0に戻され、すべてのチャーチワード大西洋は1912-13年に4-6-0に変換された。No.171は1912年にNo.2971に番号が付け直された。
これらは2軸ボギー式の先台車と3つの6フィート8 1/2インチ(2,044.7mm)径の動輪よりなる、テンホイラー（4-6-0または2C）と呼ばれる高速運転に適した軸配置を採用しており、客車の大型化などによる牽引列車の重量増大と列車運転速度向上の双方の要求に対応できるように設計されていた。
一方、過熱装置の一般化前夜に当たるこの時期、海を隔てたフランスの有力私鉄の一つであった北部鉄道(NORD)では、1885年よりミュルーズ市のアルザス機械製造会社(Société Alsacienne de Constructions Mécaniques:SACM)技師長のアルフレッド・ドゥ・グレーン(Alfred De Glehn)が考案し、ガストン・デュ・ブスケの協力を得て実用化した、ドゥ・グレーン(De Glehn)式複式4気筒機関車が大きな成功を収めつつあった。
特に1900年より製造が開始された、2.6形と呼ばれるアトランティック形軸配置（4-4-2または2B1）の新形機関車フランスのノルド鉄道のdeGlehn du Bousquet 4-4-2機関車は、多くの人から世界で最も優れた高速エンジンであると見なされていた。高速で経済的なランニングに対する彼らの評判は、米国のペニーシルバニア鉄道を含む他の場所で広くコピーされたほどだった。
こうした国外の新型機設計について情報収集と研究に余念がなかったチャーチウォードは、早速フランス流の最新機関車設計のサンプルとして3両の機関車をSACM社へ発注、Nos.102 - 104としてGWR線上で試験を開始した。
これらの内、Nordの2.6形に準じた仕様を備えるNo.102 ラ・フランス(La France)と比較する目的で、チャーチウォードは新造間もないNo.171 アルビオン(Albion)を単式2気筒のままアトランティック形軸配置へ改造し、さらにNo.172 クイックシルバー(Quicksilver)としてやはりアトランティック形軸配置の試作車をもう1両スウィンドン工場で追加製造し、徹底的な比較試験とデータ収集を行った。
こうした一連の性能試験の結果、本形式の量産車は単式2気筒のテンホイラーとして製造が行われることとなり、上述の4両の試作車を量産車と同じ仕様に改めたものを含め、合計77両の2900形がスウィンドン工場で製造された。
チャーチワードは、デグレンの原則に基づいて作られた機関車（102ラフランス）をソシエテアルザス機械工業協会から購入して、彼自身の機関車である171アルビオンとの真の比較を行うことができると主張しました。一連の試験で、アルビオンはラフランスと同じくらい強力で高速であり、石炭消費において驚くほどわずかに経済的であることが証明されました。フランスのコンパウンドは、単純な2気筒のチャーチワードエンジンよりも燃料効率が高いと予想されていました。単純な機関車の優れた弁装置は22％-25％で走ることを可能にしましたが、同様の作業のコンパウンドは約55％を必要としました。さらに、この化合物は構築と維持に費用がかかりました。
チャーチワードエンジンの優れた性能は、102ラフランスの性能がクラスの性能を一般的に表していないためかもしれないと考える人もいました。1905年、チャーチワードは、102ラフランスよりもわずかに大きく強力な2つのフランス複式エンジン（103プレジデントと104アライアンス）を取得しました。彼はフランスの機関車の台車の特徴を採用しましたが、パフォーマンスの改善は、チャーチワードが彼の考えを変えることを正当化するには不十分であることがわかりました。彼はまた、4気筒エンジンの内側のコネクティングロッドにフレンチパターンのビッグエンドを使用しました。
初期のChurchwardlocomotivesは、1903年以降、新しい過熱ボイラーで再建され、残りはそのように建設されました。
連続するバッチは、ウォルタースコット卿の小説に関連する女性、聖人、裁判所、および名前にちなんで名付けられました。彼らは総称して聖クラスとして知られていました。
クラスには多くのバリエーションがありました。蒸気管の内側にあるものもあれば、蒸気管の外側にあるものもありました。いくつかの初期のエンジンは、上げられたランニングプレートがキャブの後ろまで伸びていました。
1924年に2925年にサンマルタンは6フィートの車輪で再建され、4900の番号が付け直され、4900ホールクラスのプロトタイプになりました。
2935年にはカプロッティ弁装置があり、ポペット弁を備えたGWRで走る唯一の機関車でした。
合計77両の機関車が製造され、最初の機関車は1931年に撤退しました。2900自体は1932年に撤退しました。
1906年5月、スウィンドン工場から出たばかりの機関車2903が、スウィンドンからストークギフォードまでの試運転用軽機関車に使用されたと言われています。その意図は、フィルトン-パッチウェイの三角形の機関車を回した後、スウィンドンに「急走」することであると言われていました。信号チェックを経験した後、ウートンバセットへの明確な路線が利用可能になるまで、機関車はチッピングソドベリーで停止されました。チッピングソドベリーからバドミントンからリトルサマーフォードまで300分の1を再起動した後、いくつかの高速実行が達成されました。目的は、作業場から直進した機関車が時速100マイルを達成できることを実証することでしたが、最高速度は時速120マイルを達成したと報告されています。コレット、
最後に生き残ったグレートウエスタン鉄道の聖クラスの機関車（2920聖デイヴィッド）は、標準ゲージの蒸気鉄道保存運動が始まるずっと前の1953年に廃棄されました。
このクラスには多くの革新的な設計の進歩が組み込まれており、「聖人」はその後の蒸気機関車開発のほぼすべての側面に大きな影響を与えたことが認められています。
Churchwardによって開発されたBelphaireボイラーには、以前のバージョンを悩ませていた過度の平坦な表面はありませんでした。火室は前から後ろに、バレルは後ろから前に向かって先細りになっており、火室のタペプレートの周りに、水の循環と最も必要な場所での蒸気の放出のための十分なスペースを提供しています。このタイプのボイラーは、GWRとその後の西部地域の蒸気の寿命を通じて著しく成功したことが証明されました。LM以降でも、後にイギリス国鉄の標準機関車でも同様に成功しました。このデザインは製造コストが高くなりますが、他のタイプよりもメンテナンスが安価であることが証明されています。ボイラーの過剰なメンテナンス費用をかけずに、より高い圧力を使用するという問題を解決しました。他の鉄道では、コストのレベルへの恐れが長年にわたって180psiを超えるものの使用を妨げていました。
一方、過熱装置の一般化前夜に当たるこの時期、海を隔てたフランスの有力私鉄の一つであった北部鉄道(NORD)では、1885年よりミュルーズ市のアルザス機械製造会社(Société Alsacienne de Constructions Mécaniques:SACM)技師長のアルフレッド・ドゥ・グレーン(Alfred De Glehn)が考案し、ガストン・デュ・ブスケの協力を得て実用化した、ドゥ・グレーン(De Glehn)式複式4気筒機関車が大きな成功を収めつつあった。
特に1900年より製造が開始された、2.6形と呼ばれるアトランティック形軸配置（4-4-2または2B1）の新形機関車は大きな成果を上げ、各国鉄道技術者の注目を集めていた。
こうした国外の新型機設計について情報収集と研究に余念がなかったチャーチウォードは、早速フランス流の最新機関車設計のサンプルとして3両の機関車をSACM社へ発注、Nos.102 - 104としてGWR線上で試験を開始した。
これらの内、Nordの2.6形に準じた仕様を備えるNo.102 ラ・フランス(La France)と比較する目的で、チャーチウォードは新造間もないNo.171 アルビオン(Albion)を単式2気筒のままアトランティック形軸配置へ改造し、さらにNo.172 クイックシルバー(Quicksilver)としてやはりアトランティック形軸配置の試作車をもう1両スウィンドン工場で追加製造し、徹底的な比較試験とデータ収集を行った。
こうした一連の性能試験の結果、本形式の量産車は単式2気筒のテンホイラーとして製造が行われることとなり、上述の4両の試作車を量産車と同じ仕様に改めたものを含め、合計77両の2900形がスウィンドン工場で製造された。

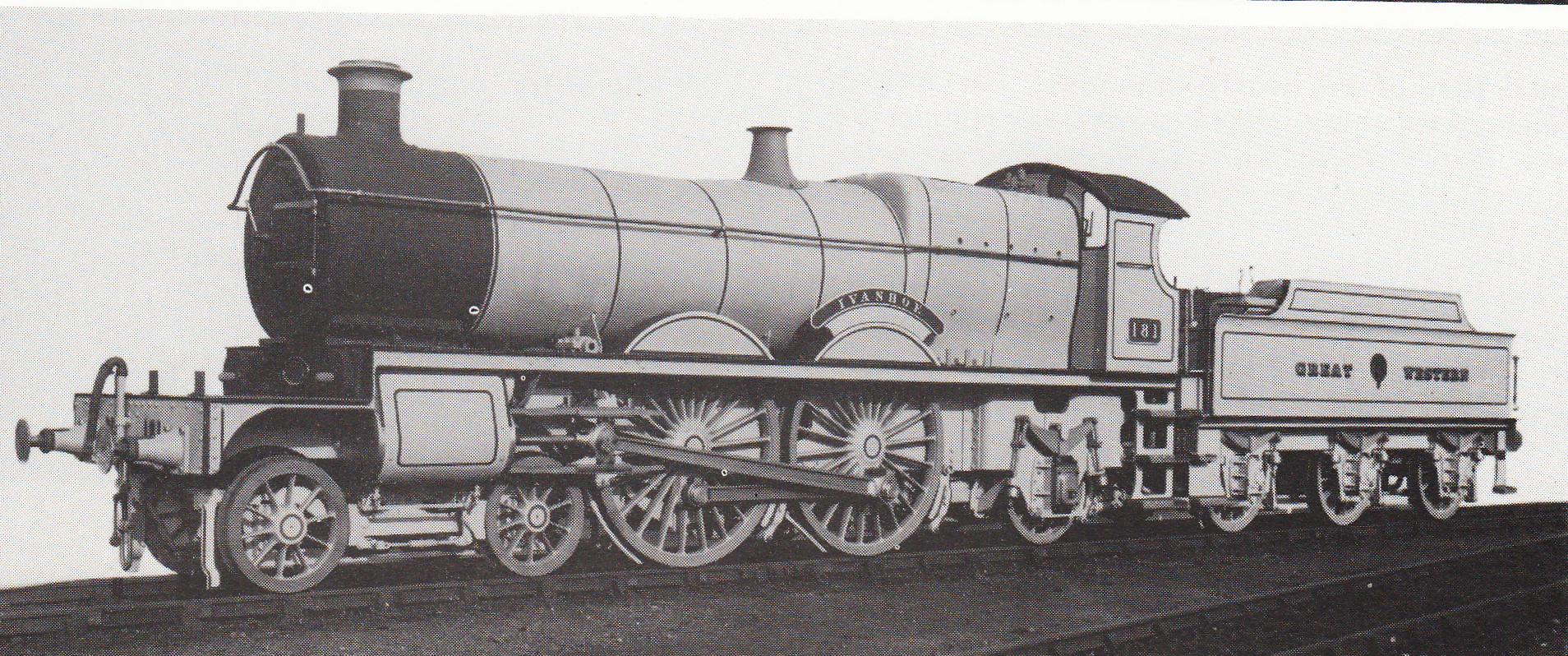
No.181 'Ivanhoe'
既存のシティ級などと同じ軸配置4-4-2で新造された、2900形最初期量産グループの1両。

なお、こうした状況で最適な軸配置を決めかねたのか、量産初期の18両（Nos.173-190）は当初、Nos.171・172と同じ軸配置4-4-2として製造され、後にテンホイラーへ改造されている。
本形式は設計面でも運用面でも大きな成功をおさめ、ここにGWRの初代主任技術者であるイザムバード・キングダム・ブルネルが創始した7フィート1/4インチ(2,140mm)軌間を捨てて標準軌間へ全面改軌された、新生GWRによる以後の蒸気機関車設計の基礎が確立された。

## 設計
鬼才ダニエル・グーチの残した超広軌用シングルドライバーの影響から逃れられず、またその任期の大半をGWR路線網の改軌工事に奔走した、ウィリアム・ディーンら2人の先任機関車総監督時代のものとは全く異なる、設計当時のアメリカをはじめとする各国の最新型蒸気機関車を参考にした完全新規設計となっている。
アメリカ風の一体鋳鋼製シリンダブロックを伝統的なイギリス流の板台枠に組み合わせ、これらの上にウェールズ産高火力瀝青炭の使用を前提とするベルペア式の狭火室を備え蒸気ドームを省略した独特の形状のボイラーを載せ、ここからの蒸気を台枠の内側に組み込まれたスティーブンソン式弁装置によって各気筒へ送り込んで80.5インチ径の動輪を駆動する本形式の基本デザインは、短くほとんど屋根もない運転台や外から見えない弁装置の採用もあって一見ひどく古風かつ簡素な印象を与えた。だが、当初のものでも1平方インチ当たり200ポンド、後のもので1平方インチ当たり225ポンドに達するこの時代の煙管式ボイラーとしては高圧のボイラーから送られる蒸気を、ピストン弁の使用を前提として長いバルブモーションやピストンの全行程の20パーセント以下の短いカットオフといった特徴を備える弁装置によって2フィート6インチ(762mm)という長い行程を備える各シリンダーへ送り込む各部機構は、大量の蒸気を動力に変換する上で非常に高い効率を示した。この弁装置は本形式以降に日本以外の世界各国で設計製造された高速旅客用蒸気機関車群、特に過熱式ボイラー採用開始以降のそれらの大半に大きな影響を及ぼす、非常に先進的かつ蒸気機関車発達史上でも特に重要な意味を持つ設計であった。

### 規格化・標準化
本形式や同時期設計の貨物機であるコンソリデーション形軸配置（2-8-0または1D）の2800形 (2800 Class) などではその設計について標準化・規格化が強く意識されていた。
これらはいずれも同じ基本構造・設計による板台枠を採用し、要求性能に応じて予め行程・シリンダ径を違えて複数のモデルが準備された鋳鋼製シリンダブロックや、異なる直径の動輪の中から適切な仕様のものを組み合わせて選択、さらに同型のボイラーを搭載することでそれぞれの要求性能を充足しつつ機関車設計の標準化や搭載機器・部材の共通化を実現し、製造・メンテナンス双方のコストの低減が図られた。

### No.1形ボイラー
本形式の設計上、特に重要な意味を持っていたのが、チャーチウォードによって白紙状態から設計され、後にNo.1形(Type No.1)と命名された、標準規格ボイラーである。
チャーチウォードは、本形式の量産設計の前に製造された合計4両の試作車、特にNo.171までの3両でボイラーの燃焼効率について最適解を得るため、様々な設計を試み、最終的にアメリカ流のベルペア式火室が印象的な円錐形（コニカル）ワゴントップボイラーをもって一応の完成とした。
このボイラーは車両限界の厳しい制限の中で極力大きな直径の缶胴を実現することに注力して設計された。そのため蒸気ドームさえ搭載されず、缶胴上にはクラック弁による注水機構を搭載するのみ、とシンプルな外観となっている。
もっとも、そのシンプルさに反してこのボイラーは単式2気筒の本形式や2800形では有り余るほどの蒸気発生能力を備え、続く単式4気筒のより強力な急行旅客列車用機関車であるスター級 (Star Class) にもそのまま採用された。
さらに、チャーチウォードの後任CMEであるチャールズ・コレット (在任期間 ： 1922年 - 1941年)の下で本形式の設計をほぼそのまま流用して設計された単式2気筒の貨客機である4900形（ホール級）や、コレットの後任でありGWR最後のCMEとなったフレデリック・ホークスワース（在任期間 : 1941年 - 1947年）がホール級を改良した6959形（改ホール級）などにもこのNo.1形ボイラーは採用され続け、GWRの標準型蒸気機関車用ボイラーとして40年以上にわたって新製蒸気機関車に搭載されるという、異例の長期生産実績を残した。
この間、1910年には過熱装置の搭載で更に性能が向上、コレットやホークスワースの時代にも、連装ブラストノズルの採用をはじめとする煙室部の設計変更による通風性能の向上や過熱装置の設計見直しなどによる燃焼効率や熱効率の改善が追求され続けた。
また、このNo.1形の設計を基本としつつ目的に応じたスケールダウンモデルが複数設計され、No.2形 (Type No.2) やNo.3形 (Type No.3) 、あるいはNo.4形 (Type No.4) など、チャーチウォードのCME在任期間中に設計された機関車各種に集中的に搭載されている。
さらに、スター級の強化版である4073形（カースル級）のために設計されたNo.7形やNo.8形、6000形（キング級）用のNo.12形、それにGWRとして最後の新規設計された蒸気機関車用ボイラーであるNo.15形（1000形（カウンティ級）など、コレットとホークスワースがCMEの時代に設計された新型高性能ボイラーも全てNo.1形の設計を基に拡大・改良されており、このNo.1形は名実ともに改軌以降のGWRを代表する傑作ボイラーであったと言える。
加えてこのNo.1形の設計の要諦は、コレットがCMEの時代にGWRからロンドン・ミッドランド・アンド・スコティッシュ鉄道（LMS）へ移籍し同社CMEとなったウィリアム・ステニアー (Sir William Arthur Stanier F.R.S.) によってLMSへ伝えられ、使用する石炭の品質差などの事情から火室部の設計こそ大きく異なっていたものの、ステニアーが手がけた、ターボモーティブをはじめとする、LMSが国有化されるまでの間に製造された一連の同社向け蒸気機関車用ボイラーの設計にも大きな影響を与えている。

## 製造

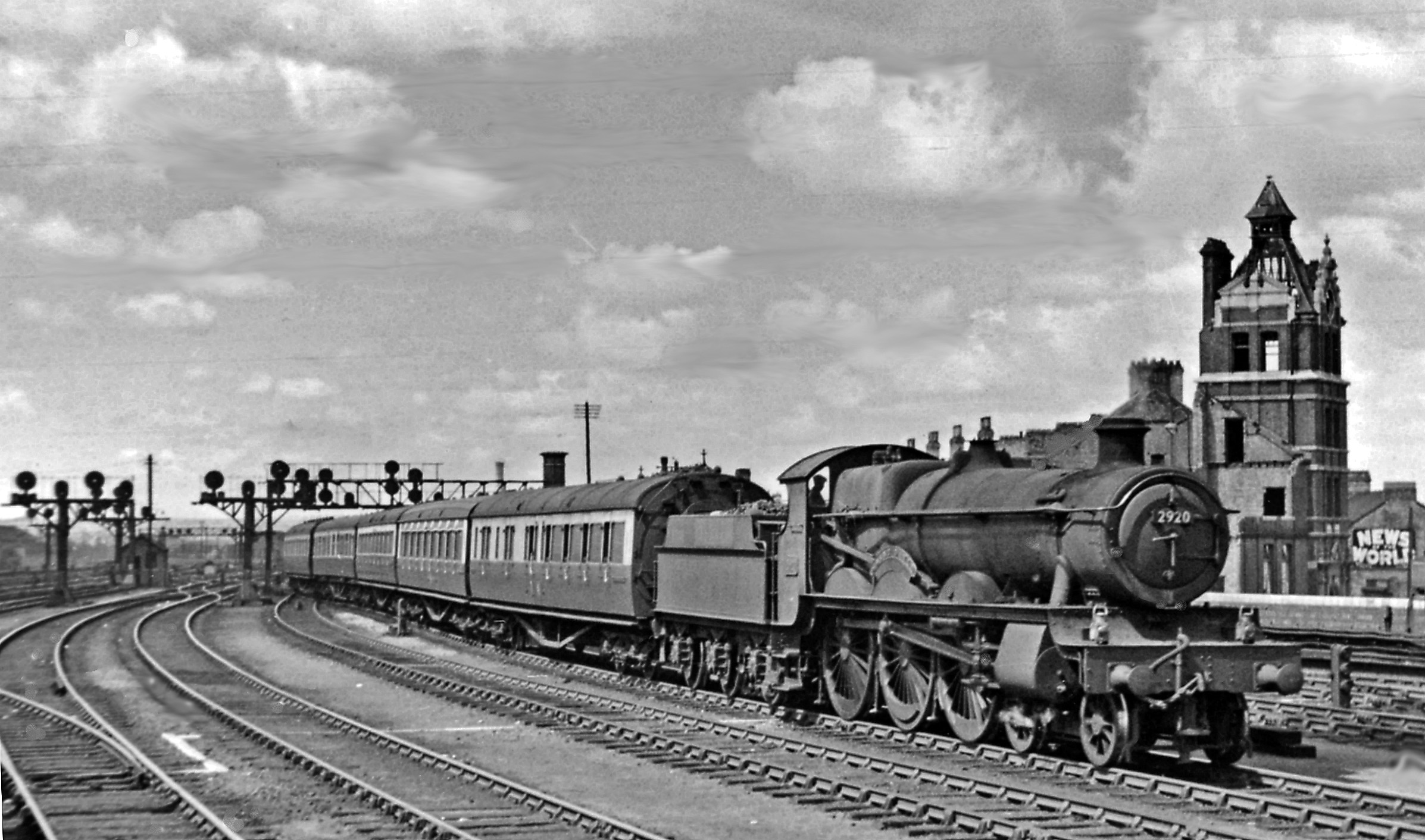
No.2920 'Saint David'
1907年に製造された第3次車。1953年、カーディフ総合駅にて。

本形式の量産車は、Nos.173 - 190（後にNos.2973 - 2990へ改番）・2901 - 2955がスウィンドン工場で1905年から1913年にかけて製造された。
なお、前述の通り4両の試作車は量産開始後もデータ収集のために様々な構造のボイラーを試用したが、全車とも1913年までにボイラーを量産品のNo.1形へ換装、アトランティック形軸配置のNos.171・172についてはテンホイラーへの改造を行うなどした上で量産化改造と改番が実施され、本形式に編入されている。
本形式そのものの量産は通算77両を数えたところで打ち切りとなったが、前述の通り本形式の2925号機「セント・マーチン」を1924年に改造してテストの上で、貨客機であるホール級として1928年より1943年にかけて258両が製造され、更にこのホール級を改良した改ホール級が1944年から1950年にかけて71両製造されており、いずれもその主要部分の設計は一切変更されていない。
つまり、運転台の大型化による乗務員の居住性改善など多少の仕様変更はあったものの、45年間に合計406両が基本的には同一設計のままで製造が続けられたということになる。
いかに保守的なイギリスの鉄道でもここまで長期間にわたって同じ基本設計で量産が続いた例は他になく、その先駆けとなった本形式の設計の優秀性とGWRにおける標準化の徹底ぶりがうかがい知れる。

## 運用

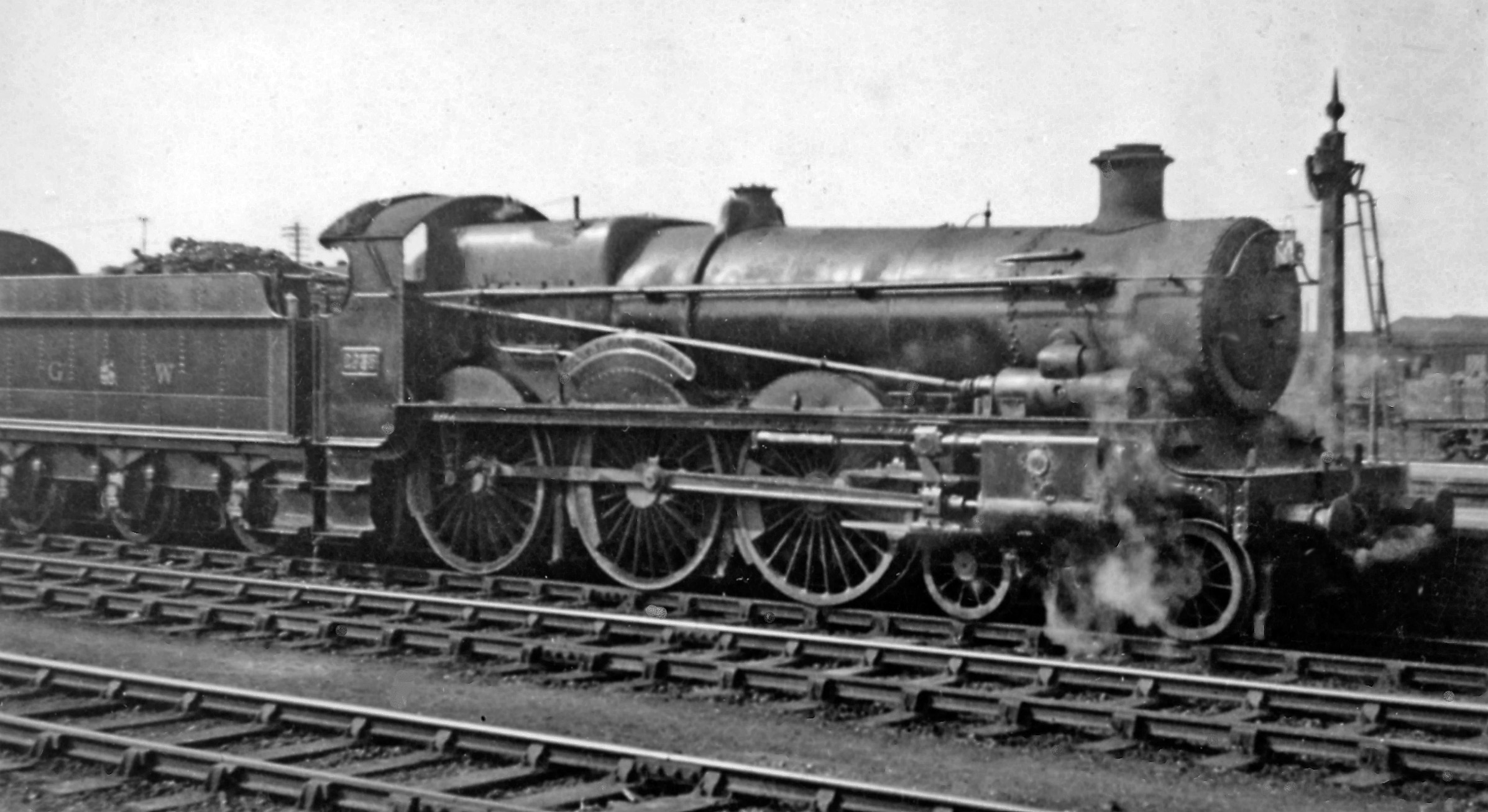
No.2935 'Caynham Court'
1931年5月にロータリーカムを使用するポペットバルブ搭載の試作車として改造された車両。シリンダー直上にポペットバルブによる弁装置本体が搭載され、機関士席から操作のためのロッドが伸びている。

本形式はGWRの主力機関車の一つとして大量導入され、シンプルで扱いやすく、しかも規格化された構造故に運転・保守の双方から好評を博した。
廃車は1931年のNo.2985 ペベリル・オブ・ザ・ピーク(Peveril of the Peak)を皮切りに順次進められ、1953年までに全車廃車解体処分された。

## 諸元
- 軸配置 2C（テンホイラー）
- 動輪直径 2,044.7mm
- 弁装置:内側スティーブンソン式弁装置（ピストン弁使用）
- シリンダー（直径×行程） 469mm×762mm
- ボイラー圧力 15.82kg/cm² （= 225lbs/in2 = 1.55MPa)）
- 火格子面積 2.52m²
- 全伝熱面積 199m²
- 過熱伝熱面積 24.4m²
- 機関車重量 72t
- 最大軸重 20t
- 炭水車重量 48t

## 保存車
前述の通り、本形式はGWRを代表する重要な形式であったにもかかわらず、全車スウィンドン工場で解体処分済みであり、現存しない。
ただし、2019年、新たにホール級の部品を用いて、2999号機"Lady Of Legend"が、新造され、ディドコット鉄道センターで走行している。